# Tepuiparkiet
De tepuiparkiet (Nannopsittaca panychlora) is een vogel uit de familie Psittacidae (papegaaien van Afrika en de Nieuwe Wereld).

## Verspreiding en leefgebied
Deze soort komt voor in de tepuis van zuidelijk Venezuela, zuidelijk Guyana en noordelijk Brazilië.
Deze vogel eet onder meer kopiebessen.

## Status
De grootte van de populatie is niet gekwantificeerd maar de soort wordt omschreven als vrij algemeen maar met een gefragmenteerde verspreiding. Op de Rode lijst van de IUCN heeft deze soort de status niet bedreigd.